# 원즈워스 방패

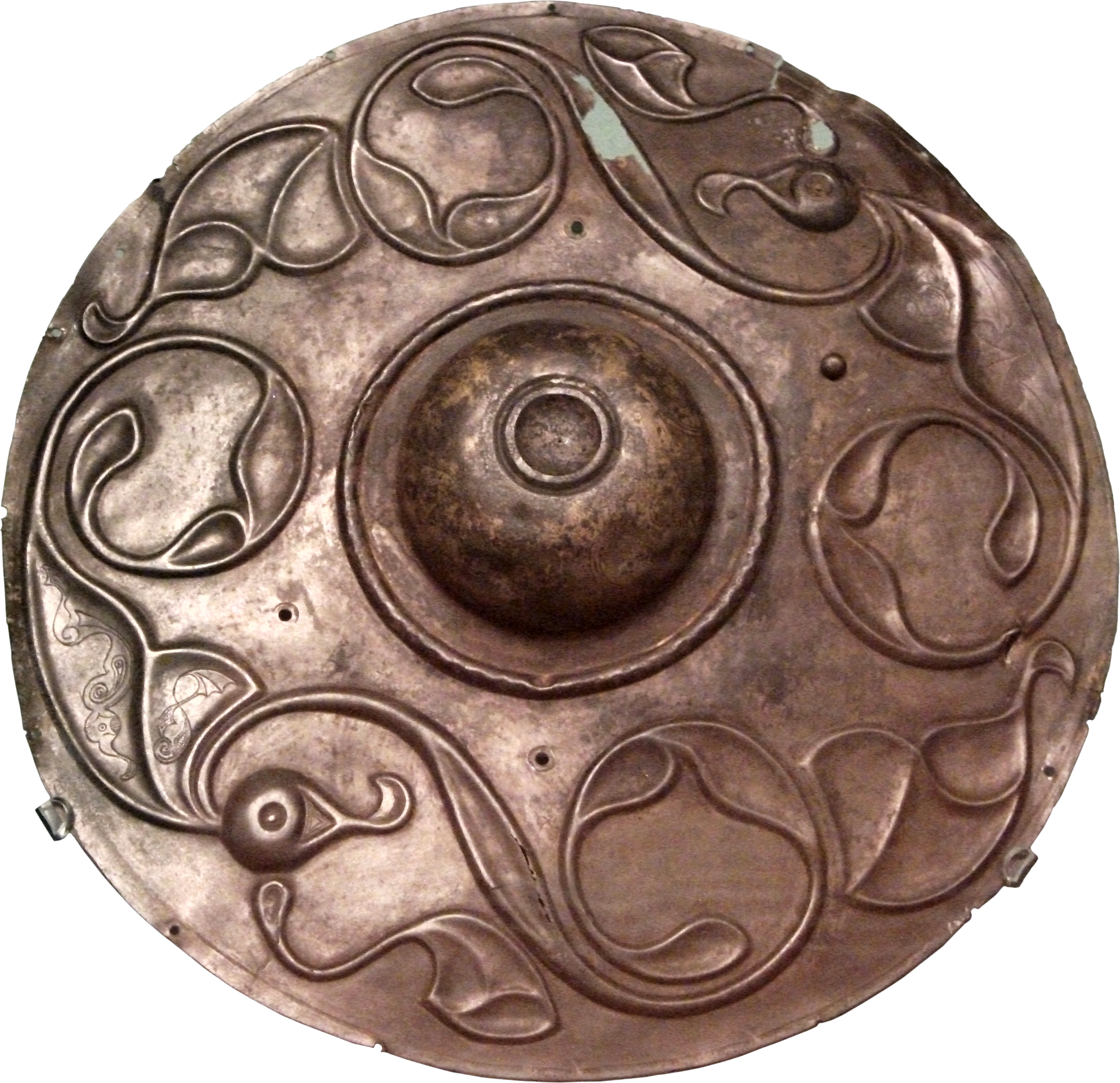

원즈워스 방패(Wandsworth Shield)는 잉글랜드 런던 원즈워스 구의 템스강에서 1849년경 이전에 발굴된 철기시대의 청동제 방패이다. 라텐 문화 양식의 문양이 장식되어 있다. 그 크기는 직경 33 cm이고 현재 대영박물관 50호실에 소장 중이다.
워털루 투구와 함께 브리튼 켈트 문화의 대표적인 유물이다.

## 같이 보기
- 워털루 투구